# Arnaldo Ruggero IV di Pallars Sobirà
Arnaldo Ruggero IV di Pallars Sobirà (in spagnolo Arnal Rogelio, in catalano Arnau Roger, in francese Arnaud Roger; 1400 circa – 1451 circa) Conte di Pallars Sobirà dal 1424 alla sua morte.

## Origine
Arnaldo Ruggero, secondo Sort y comarca Noguera-Pallaresa, era l'unico figlio maschio del Conte di Pallars Sobirà, Ruggero Bernardo I e di Beatrice di Cardona, figlia del primo conte di Cardona, Barone di Bellpuig e Visconte di Vilamur, Hugo Folch de Cardona e di Beatrice de Luna.

Ruggero Bernardo I di Pallars Sobirà, ancora secondo Sort y comarca Noguera-Pallaresa, era il figlio primogenito del Conte di Pallars Sobirà, Ugo Ruggero II e Bianca di Castelbon, figlia del Visconte di Castelbon e signore di Moncada, Ruggero Bernardo I di Castelbon e di Costanza de Luna, Signora di Segorbe, Paterna, La Puebla de Vallbona, El Alton Mijares, come conferma Pierre de Guibours, detto Père Anselme de Sainte-Marie o più brevemente Père Anselme.

## Biografia
Arnaldo Ruggero, nel 1421, fu nominato Viceré di Sicilia dal re d'Aragona, Alfonso V il Magnanimo e tenne il mandato sino al 1424.
Pur essendo tra i capi della fazione contraria a qualsiasi impegno per la monarchia, nel 1423, suo padre, Ruggero Bernardo I, si recò con il cognato Giovanni Raimondo Folch II de Cardona nel regno di Napoli, dove, al servizio di Alfonso V il Magnanimo, combatté per la conquista della capitale.  

La conquista di Napoli, dopo due giorni di attacchi viene riportata nella Sort y comarca Noguera-Pallaresa.
Suo padre, Ruggero Bernardo I aveva fatto testamento prima di partire per Napoli.

Ruggero Bernardo I morì l'anno dopo (1424); Arnaldo Ruggero gli succedette, come Arnaldo Ruggero IV.
Prodigo e impulsivo, Arnaldo Ruggero IV entrò in conflitto con la regina Mariae la città di Barcellona a causa dei suoi debiti.
Arnaldo Ruggero IV ebbe problemi anche col suo vicino Giovanni I di Foix, che invase la contea di Pallars nel 1435.
Nel 1438, come conestabile della corona d'Aragona, Arnaldo Ruggero IV difese la Val d'Aran da un attacco francese.
Arnaldo Ruggero IV morì nel 1451 e gli succedette il figlio maschio, Ugo Ruggero, come Ugo Ruggero III.

## Matrimonio e discendenza
Arnaldo Ruggero IV aveva sposato Giovanna di Cardona, figlia del secondo conte di Cardona e Visconte di Vilamur, Giovanni Raimondo Folch I de Cardona e di Giovanna di Gandia (?-1419), figlia di Alfonso IV di Ribagorza, conte di Dénia, marchese di Villena, conte di Ribagorza, signore di Dénia e duca di Gandia. 

Arnaldo Ruggero IV da Giovanna di Cardona ebbe tre figli:
- Margherita, che sposò Ramón de Cabrera[4];
- Ugo Ruggero († 1508 circa), Conte di Pallars Sobirà[10];
- Giovanna, che sposò Juan Ramón Folch Erill[4].